# Wolfgang Kölker

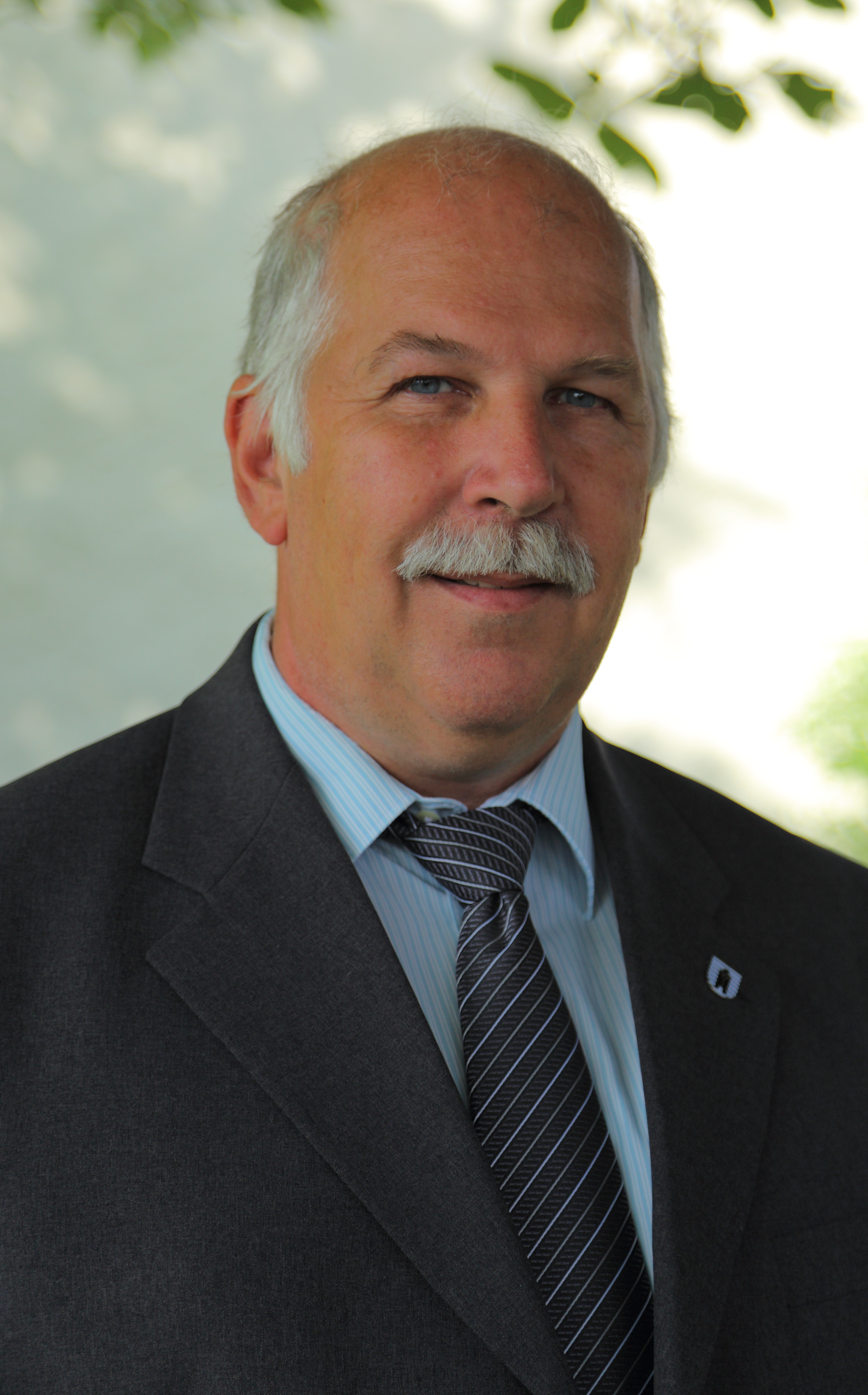
Wolfgang Kölker (2014)

Wolfgang Kölker (* 29. Juli 1959 in Rheine) ist ein deutscher Politiker (CDU).

## Ausbildung und Beruf
Wolfgang Kölker erlangte 1974 seinen Hauptschulabschluss. Von 1974 bis 1977 erfolgte eine Ausbildung zum Maschinenschlosser. Auf der Berg- und Hüttenschule Clausthal-Zellerfeld bildete er sich von 1981 bis 1983 weiter. Er erhielt den Abschluss als staatlich geprüfter Maschinenbautechniker. Die Mittlere Reife erhielt er 1983. Ab 1983 wurde er Maschinen-Steiger. Im August 1993 wurde er zum Reviersteiger bestellt.

## Politik

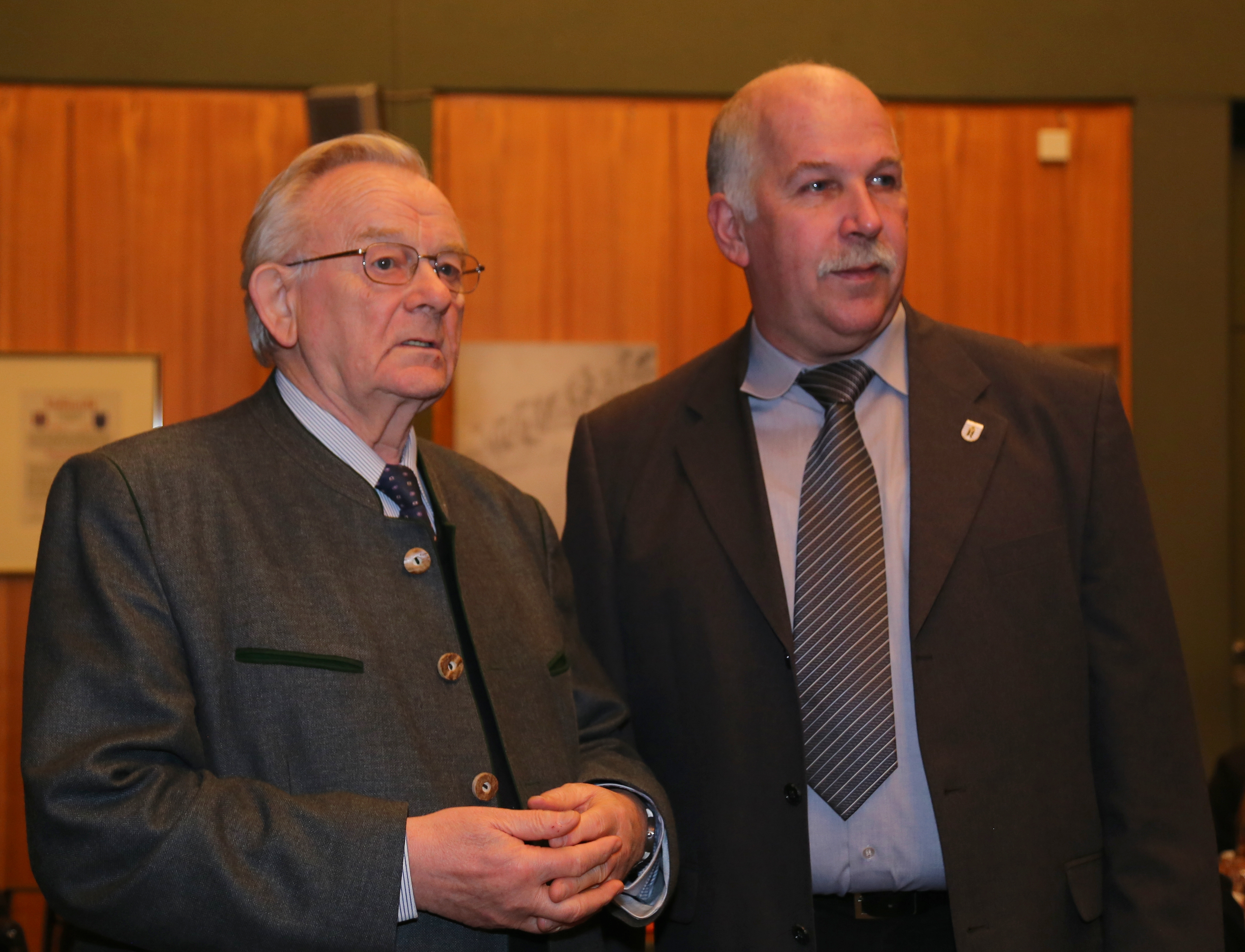
Wolfgang Kölker mit Josef Wilp 2014 beim 13. Politischen Aschermittwoch der CDU des Kreises Steinfurt in Recke.

Wolfgang Kölker ist seit 1989 Mitglied der CDU. Seit 1990 ist er Mitglied im Kreisvorstand der Sozialausschüsse der Christlich-Demokratischen Arbeitnehmerschaft (CDA). Er ist Bezirksvorsitzender der CDA Münsterland und Mitglied des CDA-Landesvorstandes NRW. Dem Rat der Gemeinde Recke gehört er seit 1990 an; dort ist er stellvertretender Fraktionsvorsitzender der CDU-Fraktion sowie stellvertretender Bürgermeister. Er wohnt mit seiner Familie im Ortsteil Steinbeck. 2013/14 war er König des Bürgerschützenvereins (BSV) Steinbeck und regierte mit seiner Frau Carola.
Wolfgang Kölker war von 2000 bis 2005 Abgeordneter des 13. Landtags von Nordrhein-Westfalen, in den er über die Landesliste einzog. Als Nachfolger der ebenfalls aus dem Tecklenburger Land stammenden Otti Hüls belegte er den 36. Listenplatz, welcher zum Einzug in das Landesparlament ausreichte. Das Direktmandat, für welches er im Wahlkreis 97 Steinfurt III antrat, konnte der Amtsinhaber Gunther Sieg von der SPD verteidigen.